# Valliant
Valliant és un poble dels Estats Units a l'estat d'Oklahoma. Segons el cens del 2000 tenia 771 habitants.

## Demografia
Segons el cens del 2000, Valliant tenia 771 habitants, 315 habitatges, i 194 famílies. La densitat de població era de 396,9 habitants per km².
Dels 315 habitatges en un 31,4% hi vivien nens de menys de 18 anys, en un 39% hi vivien parelles casades, en un 21% dones solteres, i en un 38,4% no eren unitats familiars. En el 35,2% dels habitatges hi vivien persones soles el 18,1% de les quals corresponia a persones de 65 anys o més que vivien soles. El nombre mitjà de persones vivint en cada habitatge era de 2,3 i el nombre mitjà de persones que vivien en cada família era de 3.
Per edats la població es repartia de la següent manera: un 26,5% tenia menys de 18 anys, un 10,2% entre 18 i 24, un 23,2% entre 25 i 44, un 18% de 45 a 60 i un 22% 65 anys o més.
L'edat mediana era de 39 anys. Per cada 100 dones de 18 o més anys hi havia 64,3 homes.
La renda mediana per habitatge era de 18.393 $ i la renda mediana per família de 26.058 $. Els homes tenien una renda mediana de 24.125 $ mentre que les dones 17.344 $. La renda per capita de la població era de 10.380 $. Entorn del 24,3% de les famílies i el 31,7% de la població estaven per davall del llindar de pobresa.

## Poblacions més properes
El següent diagrama mostra les poblacions més properes.